# 93ª Brigata meccanizzata "Cholodnyj Jar"
La 93ª Brigata meccanizzata autonoma "Cholodnyj Jar" (in ucraino 93-тя окрема механізована бригада «Холодний Яр»?, 93-tja okrema mechanizovana bryhada «Cholodnyj Jar», unità militare A1302) è un'unità di fanteria meccanizzata delle Forze terrestri ucraine, subordinata al Comando operativo "Est" e con base a Čerkas'ke. È considerata dagli analisti occidentali come una delle brigate più efficaci dell'Ucraina. Nel corso dell'invasione russa dell'Ucraina del 2022 è stata espansa al punto da diventare una brigata solo sulla carta, includendo un numero di battaglioni pari a quelli di una divisione.

## Storia

### Unione Sovietica
Le origini della brigata risalgono alla 93ª Divisione fucilieri delle guardie dell'Armata Rossa, costituita il 17 aprile 1943 a partire dalla 13ª Brigata delle guardie e dalla 92ª Brigata "Ordine della Bandiera Rossa". Prese parte alla battaglia di Kursk e all'offensiva Belgorod-Char'kov, distinguendosi particolarmente durante la liberazione di Char'kov e ottenendo per questo il titolo di "Char'kovskaja". A dicembre 1943 venne inclusa nel 2º Fronte Ucraino, dove rimase fino alla fine della guerra, e partecipò alla liberazione dell'Ucraina durante l'offensiva Kirovograd e l'offensiva Uman'-Botoșani. Nella primavera del 1944 attraversò il Prut ed entrò in Romania. In seguito al completamente di queste operazioni la divisione venne insignita dell'Ordine di Suvorov di II Classe. Nell'agosto 1944 si distinse in battaglia presso Ploiești, catturando un gran numero di prigionieri tedeschi e ottenendo così l'Ordine della Bandiera rossa per la seconda volta. Ad ottobre entrò in Ungheria durante l'operazione Debrecen, prendendo successivamente parte all'assedio di Budapest. Nella primavera del 1945 partecipò all'offensiva Bratislava-Brno, meritandosi per le sue azioni l'Ordine di Kutuzov di II Classe. Terminò la seconda guerra mondiale dopo l'offensiva di Praga nel maggio 1945.
Nel dopoguerra venne riorganizzata come 35ª Divisione meccanizzata delle guardie, e nel 1957 come 35ª Divisione fucilieri motorizzata delle guardie. Nel 1965 riprese la numerazione originale, diventando la 93ª Divisione fucilieri motorizzata delle guardie. Trascorse gran parte della guerra fredda come parte del Gruppo di Forze del Sud di stanza in Ungheria, e venne ritirata in Ucraina nell'ottobre 1990.

### Ucraina
Dopo il crollo dell'Unione Sovietica la divisione passò sotto il controllo dell'Ucraina, diventando la 93ª Divisione meccanizzata. Nel 2002 venne ridimensionata in una brigata. Il 112º Battaglione fucilieri motorizzato ha fornito i militari per 15 rotazioni del 240º Battaglione schierato con compiti di peacekeeping in ex-Jugoslavia. Sulla base del 3º Battaglione meccanizzato è stato creato il 71º Battaglione meccanizzato autonomo, che ha preso parte alla missione internazionale in Iraq fra il 2004 e il 2005. Truppe della brigata hanno anche partecipato a missioni in Sierra Leone, Liberia e Libano.

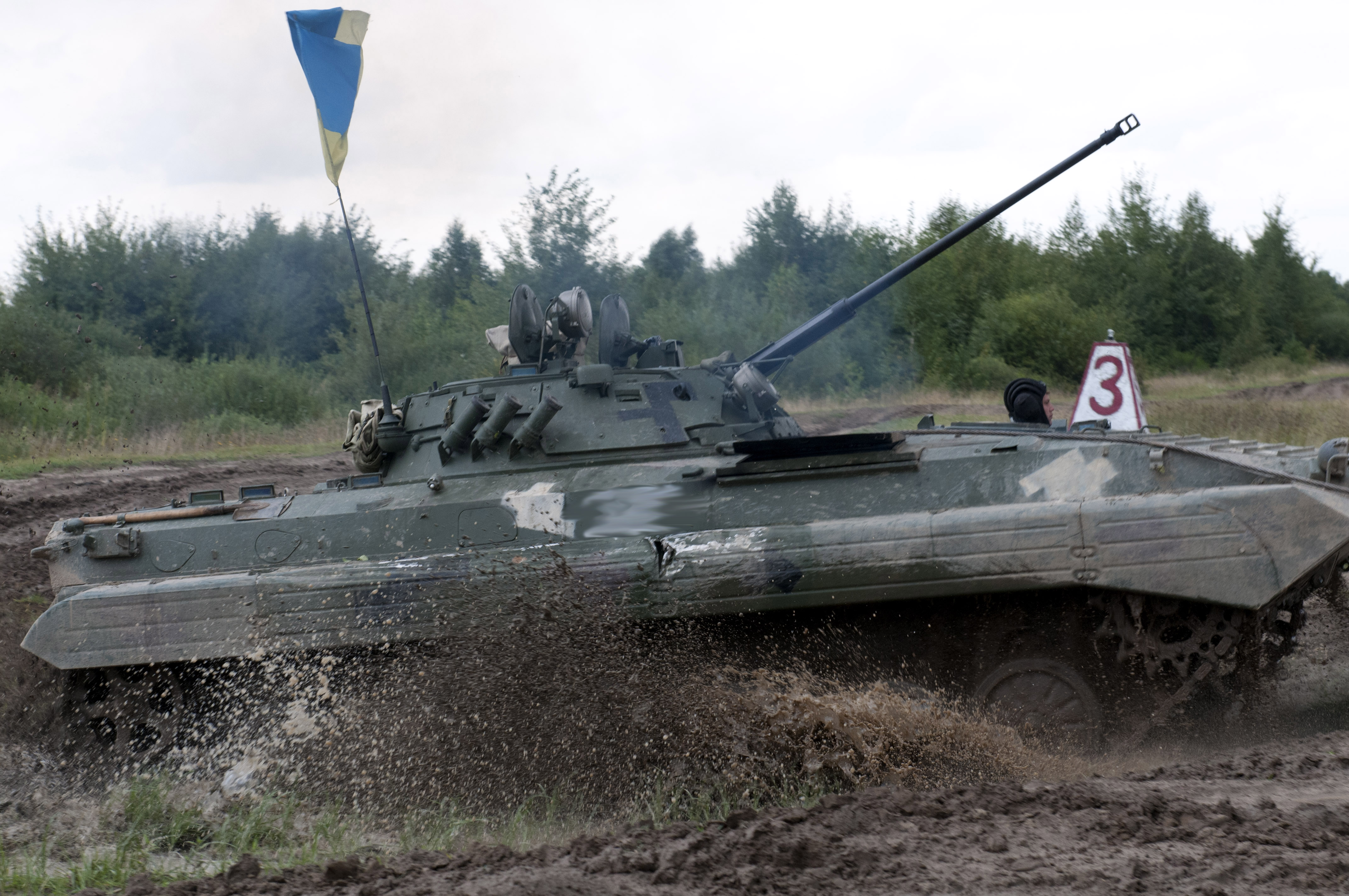
BMP-2 della brigata in addestramento, 2016

La brigata fu impiegata durante la guerra del Donbass, restando in prima linea dal 2014 al marzo 2016. Nel novembre 2014 le fu aggregato il 20º Battaglione fanteria motorizzata "Dnipropetrovs'k" (ex battaglione di difesa territoriale). Durante questo periodo ha preso parte alle battaglie di Debal'ceve, Avdiïvka, Ilovajs'k, aeroporto di Donec'k e Mar"ïnka, subendo perdite pari 138 morti, oltre 1000 feriti e 9 prigionieri. Nel giugno 2017 la brigata è tornata in zona di combattimento, scontrandosi con la 4ª Brigata fucilieri motorizzata della Milizia popolare di Lugansk per il controllo dell'autostrada Lysyčans'k-Luhans'k. Negli anni successivi è stata più volte dispiegata in Donbass, prendendo parte a numerosi combattimenti contro le forze separatiste.
Il 18 novembre 2015, nell'ambito dell'eliminazione delle onorificenze sovietiche dalle Forze armate ucraine, i titoli di "Due volte Ordine della Bandiera Rossa, di Suvorov e di Kutuzov" sono stati rimossi dal nome della brigata, mantenendo tuttavia quello di "Char'kovskaja". Il 22 agosto 2016 anche la denominazione di unità delle guardie è stata rimossa. Il 22 gennaio 2018, in occasione del centenario della guerra d'indipendenza ucraina, la brigata venne insignita del titolo di "Cholodnyj Jar" in onore dell'omonima repubblica partigiana pro-ucraina esistita fra il 1919 e il 1922, e di conseguenza quello di "Char'kovskaja" venne eliminato.

#### Guerra russo-ucraina

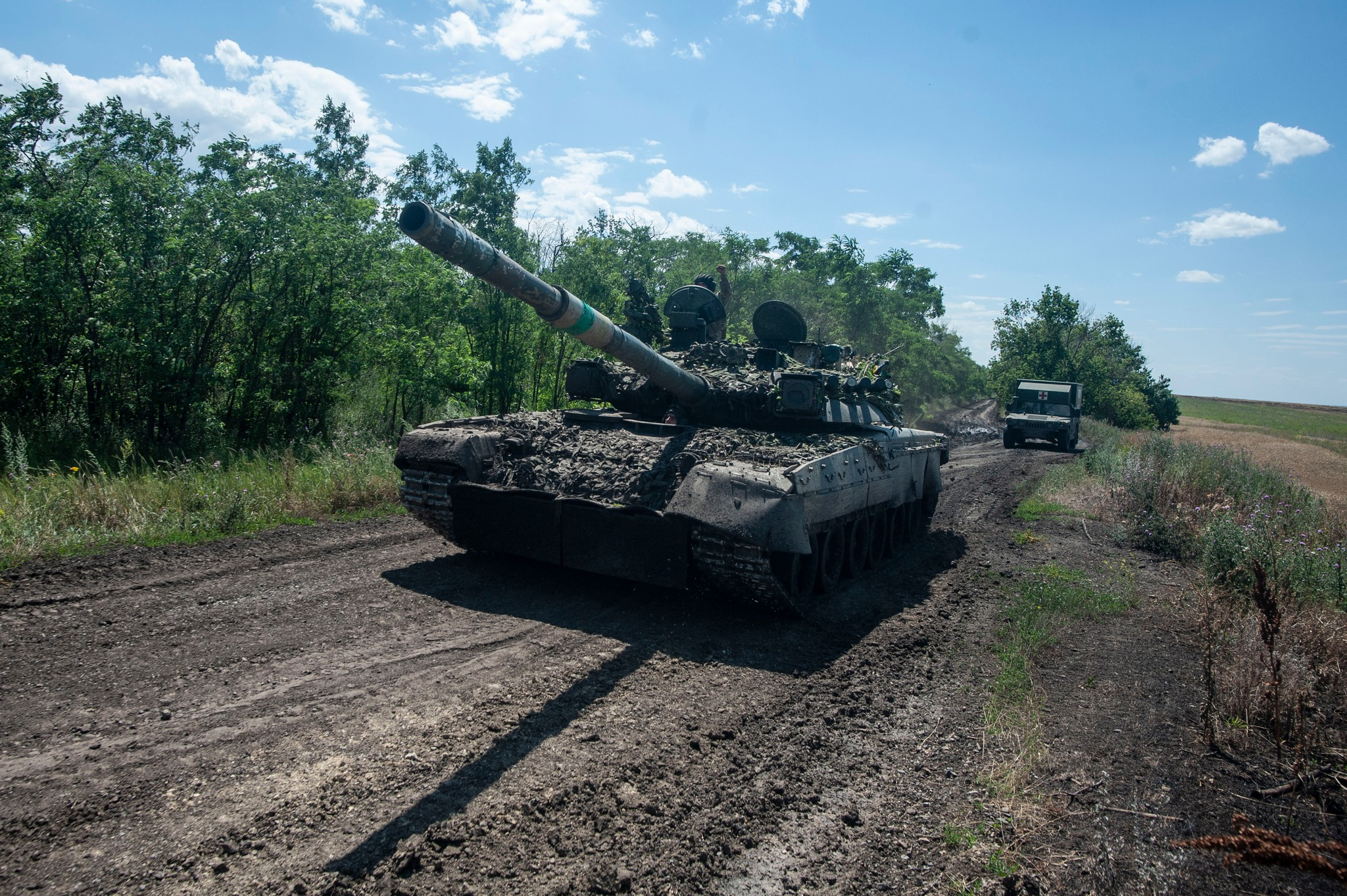
T-80UK russo catturato dalla 93ª Brigata, maggio 2022.

Durante l'invasione russa dell'Ucraina del 2022 la brigata ha preso parte alla battaglia di Ochtyrka, riconquistando con un contrattacco il villaggio di Trostjanec' il 26 marzo. Durante gli scontri l'unità ha inflitto pesantissime perdite alla 4ª Divisione corazzata delle guardie e alla 2ª Divisione fucilieri motorizzata delle guardie "Taman'" dell'esercito russo. L'8 aprile ha liberato completamente l'oblast' di Sumy. In concomitanza con l'inizio dell'offensiva del Donbass da parte russa, la brigata è stata rischierata nella zona di Charkiv. Il 6 maggio 2022, in occasione della Giornata della Fanteria, è stata insignita del titolo onorifico "Per il Valore e il Coraggio" da parte del presidente ucraino Volodymyr Zelens'kyj. Nelle settimane successive ha combattuto nel settore di Izjum, dove il 19 giugno è morto in combattimento il tenente Oleh Kucyn, comandante e fondatore del 49º Battaglione "Siĉ Carpatico", unità di volontari costituita nel 2014 durante la guerra del Donbass, sciolta nel 2016 e ricostituita nel 2022 in seguito all'invasione su vasta scala.
Nel mese di settembre ha preso parte alla controffensiva ucraina nella regione di Charkiv, avanzando verso Izjum attraverso il debole fianco sinistro dello schieramento russo. Ha contribuito, cooperando con il Battaglione d'assalto "Skala", alla liberazione della cittadina il 10 settembre. Successivamente è stata impiegata durante la battaglia di Bachmut, infliggendo gravi perdite ai reparti mercenari del Gruppo Wagner, coordinandosi con la 58ª Brigata motorizzata nell'area di Soledar. Intorno al 10 dicembre è stata ritirata dalla prima linea, venendo sostituita dalla 24ª Brigata meccanizzata, per potersi riposare e riorganizzare dopo oltre due mesi di ardui combattimenti.
All'inizio di febbraio 2023, nonostante non fosse stata ancora completamente reintegrata, è stata riportata al fronte per cercare di fermare l'avanzata russa fra Bachmut e Sivers'k. Nel mese di marzo è stata schierata all'interno della città, fungendo da ultima retroguardia durante il ripiegamento a ovest del fiume Bachmutka e permettendo a molte unità di sganciarsi da Bachmut e raggiungere le colline retrostanti. Dopo aver sostenuto durissimi scontri all'interno della città per oltre due mesi, all'inizio di maggio ha effettuato una rotazione ed è stata parzialmente sostituita dalla 77ª Brigata aeromobile. Almeno un battaglione è però rimasto in città, dove è stato utilizzato insieme ad altri due della 92ª e 60ª Brigata meccanizzata per un contrattacco locale a nord della città fra il 12 e il 13 maggio, respingendo le forze russe di 2-3 km. Dopo la definitiva caduta dell'area urbana di Bachmut il 21 maggio la brigata è stata ritirata nelle retrovie, dove ha svolto ulteriore addestramento per il personale. Un battaglione meccanizzato dell'unità è stato utilizzato come base per formare la nuova 43ª Brigata meccanizzata.
Nel giugno 2023 elementi della brigata sono stati avvistati nel fronte sud, nell'area di Velyka Novosilka, in concomitanza con la liberazione di diversi villaggi da parte della 35ª e della 37ª Brigata fanteria di marina. Parte della brigata è invece rimasta schierata a Bachmut, dove è tornata ad avanzare nei sobborghi a nord della città. All'inizio di luglio è intervenuta a sostegno della 103ª Brigata di difesa territoriale impegnata nella difesa di Kuzemivka, caposaldo ucraino della linea Kreminna-Svatove. Nelle settimane successive il grosso della brigata è stato mantenuto in riserva, dove è stata sottoposta ad addestramento e ha ricevuto i veicoli da combattimento CV-90, diventando la seconda unità ucraina a riceverli dopo la 21ª Brigata meccanizzata. Il 28 novembre il comandante della brigata, colonnello Pavlo Palisa, è stato insignito del titolo di Eroe dell'Ucraina da parte del presidente Zelens'kyj.
A partire da febbraio 2024 elementi della brigata sono stati schierati a difesa dei villaggi fra Bachmut e Časiv Jar contro l'offensiva invernale russa, mentre altri reparti sono stati impiegati nei pressi di Lyman. A metà maggio alcuni di questi elementi sono stati trasferiti nell'area di Charkiv in seguito alla nuova offensiva russa nella regione, venendo inizialmente mantenuti in riserva. Nel luglio 2024, in seguito alla legge ucraina che ha permesso ad alcune categorie di detenuti di prestare volontariamente servizio nell'esercito, la 93ª Brigata meccanizzata è stata una delle unità ad integrarne un certo numero nei propri ranghi, costituendo il Battaglione "Alkatraz". All'inizio di settembre parte della brigata è stata trasferita sul fronte di Pokrovs'k, dove ha effettuato contrattacchi locali per stabilizzare la situazione, riuscendo a rallentare l'avanzata russa. Ad agosto 2025 la brigata è stata impiegata, insieme all'82ª Brigata d'assalto aereo e alla 12ª Brigata operazioni speciali "Azov", per fermare la penetrazione effettuata dalla 132ª Brigata fucilieri motorizzata ed altre unità russe a est di Dobropillja, riuscendo a circondare e distruggere alcuni gruppi di ricognizione e sabotaggio presso il villaggio di Kučeriv Jar.

## Struttura
- Comando di brigata[52]
- 1º Battaglione meccanizzato
- 2º Battaglione meccanizzato
- 3º Battaglione meccanizzato
- 1º Battaglione fanteria motorizzata
- 2º Battaglione fanteria motorizzata
- 20º Battaglione fanteria motorizzata "Dnipropetrovs'k" (Dnipro, unità militare A1759)[53]
- 49º Battaglione d'assalto "Siĉ Carpatico-Oleh Kucyn" (unità militare A4599)[54]
- 1º Battaglione fucilieri
- 2º Battaglione fucilieri
- 69º Battaglione fucilieri (unità militare A4612)[55]
- Battaglione fucilieri speciale "Alkatraz"
- Battaglione corazzato (T-64BV, T-80UK, T-80BV e T-80BVM)
- Battaglione sistemi senza pilota "Black Raven"[56]
  -  Unità da ricognizione aerea "Seneca"[57]
- Gruppo d'artiglieria
  - Batteria acquisizione obiettivi
  - Battaglione artiglieria semovente (M109A6)
  - Battaglione artiglieria semovente (2S1 Gvozdika e 2S5 Giatsint-S)
  - Battaglione artiglieria lanciarazzi (BM-21 Grad)
  - Battaglione artiglieria controcarri (Stugna-P e Javelin)
- Battaglione artiglieria missilistica contraerei (9K35 Strela-10 e Stinger)
- Battaglione genio
- Battaglione manutenzione
- Battaglione logistico
- Compagnia ricognizione
- Compagnia cecchini
- Compagnia guerra elettronica
- Compagnia comunicazioni
- Compagnia radar
- Compagnia difesa NBC
- Compagnia medica

## Comandanti
- Maggior generale Volodymyr Možarovs'kyj (1995 - 1996)[58]
- Maggior generale Anatolij Pušnjakov (1996 - 2001)[59]
- Colonnello Ihor Bočarov (2001 - 2010)
- Colonnello Volodymyr Karpenko (2010 - 2013)
- Colonnello Oleh Mikac (2013 - aprile 2015)[60]
- Colonnello Vladyslav Kločkov (aprile 2015 - febbraio 2019)[61]
- Colonnello Dmytro Bryžyns'kyj (febbraio 2019 - gennaio 2022)[62]
- Colonnello Ruslan Ševčuk (gennaio 2022 - agosto 2023)[63]
- Colonnello Pavlo Palisa (agosto 2023 - novembre 2024)[64]
- Tenente colonnello Šamil Krutkov (novembre 2024 - in carica)[65]